# Isplativost
Isplativost (anglizam profitablinost) je mjera uspješnosti, učinkovitosti ili iskoristivosti nekoga proizvodnoga ili gospodarskoga procesa na temelju omjera uloženoga i dobivenoga. O njoj uvelike ovisi i održivost samoga procesa tj. ona je uvjet za njegovo odvijanje (dobit mora nadilaziti troškove). Nastoji se povećati tehnološkim rješenjima i promjenama u samom procesu odn. njegovom optimizacijom.
Isplativost je i preduvjet ulaganja u neki proizvod ili proizvodni proces te jedan od glavnih pokazatelja trgovanja vrijednosnim papirima (dionicama) na burzama.